# Mistrzostwa Świata w Lekkoatletyce 1995 – bieg na 1500 m kobiet
Bieg na 1500 m kobiet – jedna z konkurencji rozgrywanych podczas mistrzostw świata w lekkoatletyce w 1995. Eliminacje odbyły się 6 sierpnia, półfinały miały miejsce 7 sierpnia, finał zaś został rozegrany 9 sierpnia.
Do konkursu zgłoszonych zostało 30 zawodniczek z 22 państw.
Zawody w tej konkurencji wygrała reprezentantka Algierii Hasiba Bu-l-Marka. Drugą pozycję zajęła zawodniczka z Wielkiej Brytanii Kelly Holmes, trzecią zaś reprezentująca Portugalię Carla Sacramento.

## Wyniki

### Eliminacje
Bieg 1
| Miejsce | Zawodniczka       | Państwo           | Wynik   |
| ------- | ----------------- | ----------------- | ------- |
| 1.      | Hasiba Bu-l-Marka | Algieria          | 4:11,34 |
| 2.      | Kelly Holmes      | Wielka Brytania   | 4:11,87 |
| 3.      | Ludmiła Borisowa  | Rosja             | 4:12,07 |
| 4.      | Sarah Thorsett    | Stany Zjednoczone | 4:12,10 |
| 5.      | Carla Sacramento  | Portugalia        | 4:12,12 |
| 6.      | Maite Zúñiga      | Hiszpania         | 4:12,30 |
| 7.      | Petja Strasziłowa | Bułgaria          | 4:13,27 |
| 8.      | Maria Akraka      | Szwecja           | 4:13,38 |
| 9.      | Julia Sakara      | Zimbabwe          | 4:15,02 |
| 10.     | Nirmala Bharati   | Nepal             | 4:53,60 |

Bieg 2
| Miejsce | Zawodniczka          | Państwo           | Wynik   |
| ------- | -------------------- | ----------------- | ------- |
| 1.      | Kutre Dulecha        | Etiopia           | 4:17,70 |
| 2.      | Ludmiła Rogaczowa    | Rosja             | 4:18,14 |
| 3.      | Małgorzata Rydz      | Polska            | 4:18,40 |
| 4.      | Suzy Favor-Hamilton  | Stany Zjednoczone | 4:18,49 |
| 5.      | Angela Chalmers      | Kanada            | 4:18,77 |
| 6.      | Frédérique Quentin   | Francja           | 4:18,86 |
| 7.      | Jielena Biczkowskaja | Białoruś          | 4:18,97 |
| 8.      | Swetłana Myrosznyk   | Ukraina           | 4:19,12 |
| 9.      | Khin Khin Htwe       | Birma             | 4:26,69 |
| 10.     | Rosemary Omundsen    | Papua-Nowa Gwinea | 4:51,86 |

Bieg 3
| Miejsce | Zawodniczka             | Państwo                   | Wynik   |
| ------- | ----------------------- | ------------------------- | ------- |
| 1.      | Yvonne Graham           | Jamajka                   | 4:13,70 |
| 2.      | Margarita Marusowa      | Rosja                     | 4:13,91 |
| 3.      | Ruth Wysocki            | Stany Zjednoczone         | 4:13,93 |
| 4.      | Anna Brzezińska         | Polska                    | 4:14,34 |
| 5.      | Theresia Kiesl          | Austria                   | 4:14,52 |
| 6.      | Leah Pells              | Kanada                    | 4:14,69 |
| 7.      | Blandine Bitzner-Ducret | Francja                   | 4:16,21 |
| 8.      | Marta Domínguez         | Hiszpania                 | 4:18,61 |
| 9.      | Bigna Samuel            | Saint Vincent i Grenadyny | 4:25,94 |
| 10.     | Nompumelelo Zwane       | Suazi                     | 4:49,32 |

### Półfinały
Bieg 1
| Miejsce | Zawodniczka             | Państwo           | Wynik   |
| ------- | ----------------------- | ----------------- | ------- |
| 1.      | Hasiba Bu-l-Marka       | Algieria          | 4:09,13 |
| 2.      | Kelly Holmes            | Wielka Brytania   | 4:09,15 |
| 3.      | Carla Sacramento        | Portugalia        | 4:10,03 |
| 4.      | Anna Brzezińska         | Polska            | 4:10,75 |
| 5.      | Margarita Marusowa      | Rosja             | 4:10,92 |
| 6.      | Blandine Bitzner-Ducret | Francja           | 4:11,11 |
| 7.      | Petja Strasziłowa       | Bułgaria          | 4:11,62 |
| 8.      | Leah Pells              | Kanada            | 4:12,07 |
| 9.      | Sarah Thorsett          | Stany Zjednoczone | 4:12,26 |
| 10.     | Theresia Kiesl          | Austria           | 4:12,31 |
| 11.     | Maria Akraka            | Szwecja           | 4:13,16 |
| 12.     | Marta Domínguez         | Hiszpania         | 4:18,72 |

Bieg 2
| Miejsce | Zawodniczka          | Państwo           | Wynik   |
| ------- | -------------------- | ----------------- | ------- |
| 1.      | Małgorzata Rydz      | Polska            | 4:08,70 |
| 2.      | Ludmiła Rogaczowa    | Rosja             | 4:08,72 |
| 3.      | Ludmiła Borisowa     | Rosja             | 4:08,83 |
| 4.      | Angela Chalmers      | Kanada            | 4:08,92 |
| 5.      | Ruth Wysocki         | Stany Zjednoczone | 4:09,03 |
| 6.      | Maite Zúñiga         | Hiszpania         | 4:09,61 |
| 7.      | Yvonne Graham        | Jamajka           | 4:09,92 |
| 8.      | Suzy Favor-Hamilton  | Stany Zjednoczone | 4:10,28 |
| 9.      | Frédérique Quentin   | Francja           | 4:11,66 |
| 10.     | Kutre Dulecha        | Etiopia           | 4:11,86 |
| 11.     | Jielena Biczkowskaja | Białoruś          | 4:15,99 |
| 12.     | Julia Sakara         | Zimbabwe          | 4:16,67 |

### Finał
| Miejsce | Zawodniczka        | Państwo           | Wynik   |
| ------- | ------------------ | ----------------- | ------- |
| 01 !    | Hasiba Bu-l-Marka  | Algieria          | 4:02,42 |
| 02 !    | Kelly Holmes       | Wielka Brytania   | 4:03,04 |
| 03 !    | Carla Sacramento   | Portugalia        | 4:03,79 |
| 4.      | Angela Chalmers    | Kanada            | 4:04,74 |
| 5.      | Ludmiła Borisowa   | Rosja             | 4:04,78 |
| 6.      | Anna Brzezińska    | Polska            | 4:05,65 |
| 7.      | Ruth Wysocki       | Stany Zjednoczone | 4:07,08 |
| 8.      | Maite Zúñiga       | Hiszpania         | 4:07,27 |
| 9.      | Ludmiła Rogaczowa  | Rosja             | 4:07,83 |
| 10.     | Yvonne Graham      | Jamajka           | 4:08,01 |
| 11.     | Margarita Marusowa | Rosja             | 4:11,64 |
| 12.     | Małgorzata Rydz    | Polska            | 4:20,83 |